# Портрет Пікассо у XXI сторіччі
«Портрет Пікассо у XXI сторіччі» (повна назва: Портрет Пабло Пікассо у XXI сторіччі (із серії портретів геніїв: Гомер, Далі, Фрейд, Христофор Колумб, Вільгельм Телль та ін.)) — картина іспанського художника Сальвадора Далі, написана у 1947 році. Зберігається у Театрі-музеї Сальвадора Далі у Фігерасі.

## Опис
Алегоричний портрет Пікассо, який належить до американського періоду творчості Далі та демонструвався в галереї Бину в Нью-Йорку з 25 листопада 1947 року по 31 січня 1948 року. Далі хотів, аби ця робота увійшла до постійної колекції його Театру-музею в Фігерасі, та планував розмістити її в залі «Рибні лавки» навпроти свого «М'якого автопортрету» 1941 року. Він дав картині довгу назву, оголосив Пікассо генієм — в роботі «Я теж знав імператора» Далі зобразив його у вигляді імператора в лавровому вінку замість корони — та відправив у XXI століття, написавши ці римські цифри і на самому полотні, і в назві. Гвоздика, козячі роги та мандоліна вказують на такі риси, як інтелектуалізм, славлення потворності та сентиментальність, що були властивими художнику з Малаги, від якого Далі був у захваті.